# Patrick Anderson (poète)
Pour les articles homonymes, voir Patrick Anderson.
Patrick Anderson (4 août 1915, Ashtead au Royaume-Uni – 17 mars 1979, Halstead au Royaume-Uni) est un poète d'origine anglaise.

## Biographie
Anderson arrive à Montréal en 1940. Il y commence une carrière d'enseignant. Durant cette période, il publie trois recueils de poésie.
Il est le cofondateur de la revue littéraire Preview en 1942. La revue sera renommée Northern Review en 1945.
Anderson enseigna à l'Université McGill quelques années avant de retourner en Angleterre en 1950.

## Œuvres
- 1946 : The White Centre
- 1953 : The Colour as Naked
- 1955 : Snake Wine: A Singapore Episode
- 1957 : Search Me
- 1969 : Over the Alps: Reflections on Travel and Travel Writing
- 1976 : A Visiting Distance - Poems: New, Revised, And Selected
- 1977 : Return to Canada: Selected Poems